# Château Tyrol
Le château Tyrol ou château Tirolo (en italien : Castel Tirolo, en allemand : Schloss Tirol) est un château situé dans la commune de Tyrol (en italien : Tirolo), près de Mérano, dans la province autonome de Bolzano, partie de la région autonome du Trentin-Haut-Adige dans le nord-est de l'Italie. Il est le siège ancestral des comtes du Tyrol et a donné son nom à toute la région dans laquelle il se trouve.

## Histoire
La colline du château est habitée depuis la préhistoire : il y existe des nombreuses traces de présence, ainsi qu'une nécropole du haut Moyen Âge. Les archéologues y ont découvert les traces d'une église à trois absides datée du début de l'époque chrétienne.
Le premier château est construit avant 1100. Au cours du XIIe siècle, il passa aux comtes du Tyrol, originaire d'Eurasburg en Bavière, qui ont fait leur territoire dans la vallée de l'Isarco et dans le val Venosta (Vinschgau) le long du cours supérieur de l'Adige. En tant que partisans de l'empereur Henri IV pendant la querelle des Investitures, ils ont reçu de vastes domaines autour des cols alpins du Brenner et du Resia (Reschen) qui s'avèreront hautement stratégiques pour l'accès à l'Italie.
La seconde phase de la construction qui comprend le donjon remonte à 1139-40. Les comtes concurrençaient ceux d'Eppan, bien que les princes-évêques de Trente, de Bressanone (Brixen) et de Coire. À la chute du duc Henri le Lion en 1180, ils sont devenus indépendants de la Bavière ; finalement, ils ont obtenu la reconnaissance en tant qu'État souverain pendant le Grand Interrègne au milieu du XIIIe siècle.
Après l'extinction des comtes de Tyrol en 1253, une troisième phase de construction s'est déroulée dans la seconde moitié du XIIIe siècle sous le règne de la maison de Goritz, notamment du comte Meinhard II († 1295). En 1347, l'héritière des Goritz, Marguerite († 1369), petite-fille de Meinhard II, y est assiégée  sans succès par les forces de son beau-frère le roi Charles IV. En 1363, quelques années avant sa mort, elle fit don de son patrimoine au duc Rodolphe IV d'Autriche, de la maison de Habsbourg, de son patrimoine. Le château demeure le siège des souverains du Tyrol jusqu'en 1420 lorsque le duc Frédéric IV d'Autriche transfère son administration à Innsbruck au nord du Brenner.

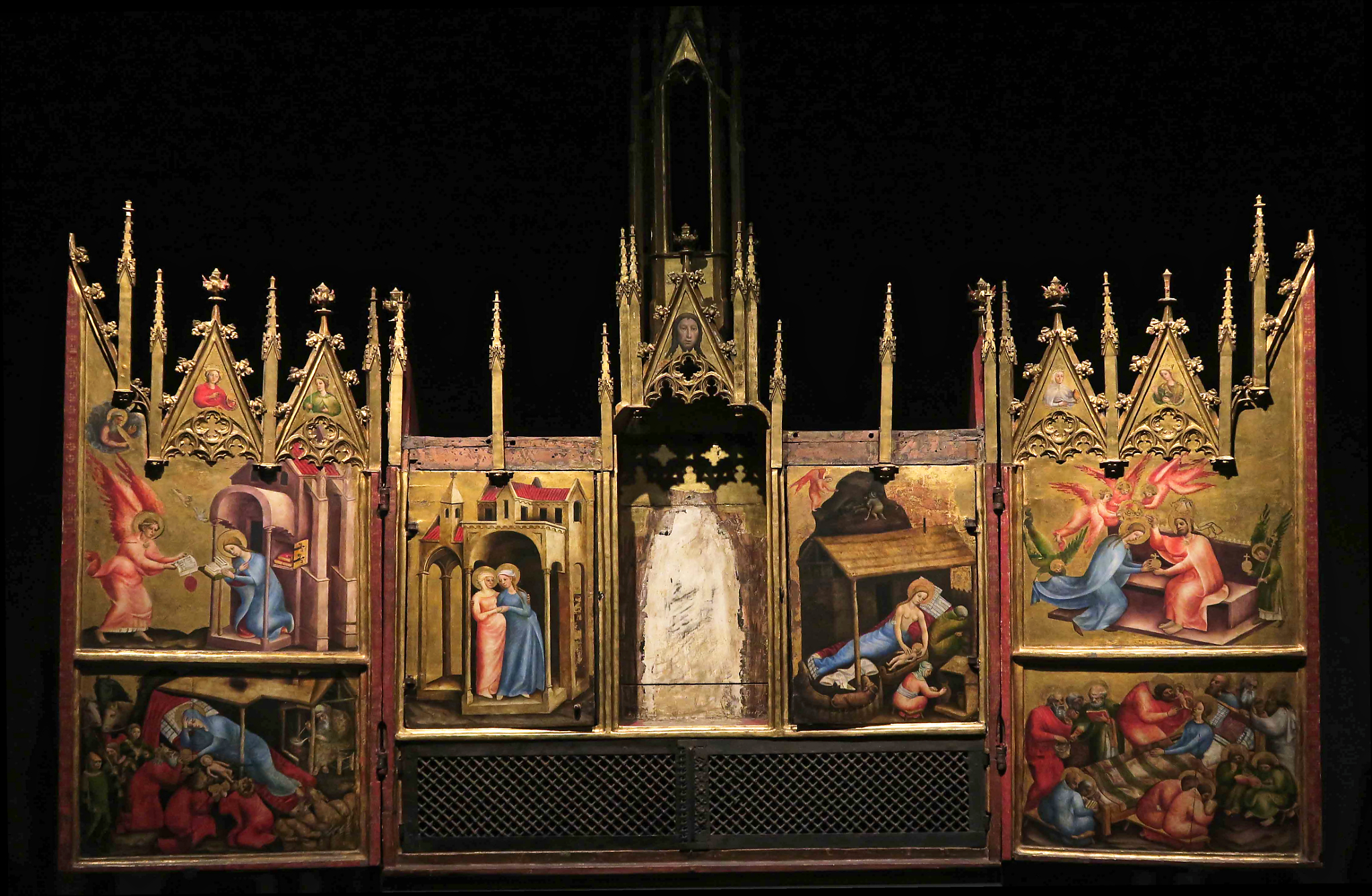
Le retable du château Tyrol.

À l'époque moderne, le château est tombé en ruines et a été vendu pour servir de carrière. À la fin du XIXe siècle, il est restauré en style néogothique à l'initiative de l'architecte Friedrich von Schmidt ; le donjon est reconstruit en 1904. Les fresques de la chapelle sont d'un intérêt historique majeur, tout comme deux portails romans avec d'imposantes sculptures de marbre représentant des créatures légendaires, des thèmes religieux et des ornements géométriques. Le retable qui ornait le maître-autel de l’église consacrée à saint Pancrace, un magnifique polyptyque crée vers 1370/1372, se trouve aujourd’hui au Musée national d'Innsbruck ; une réplique a été installée dans la chapelle du château.
Depuis les années 1980, le château Tirolo abrite le musée de la culture et de l'histoire de la province autonome de Bolzano (Sud-Tyrol). Juste à côté se trouve une fauconnerie.

## Galerie

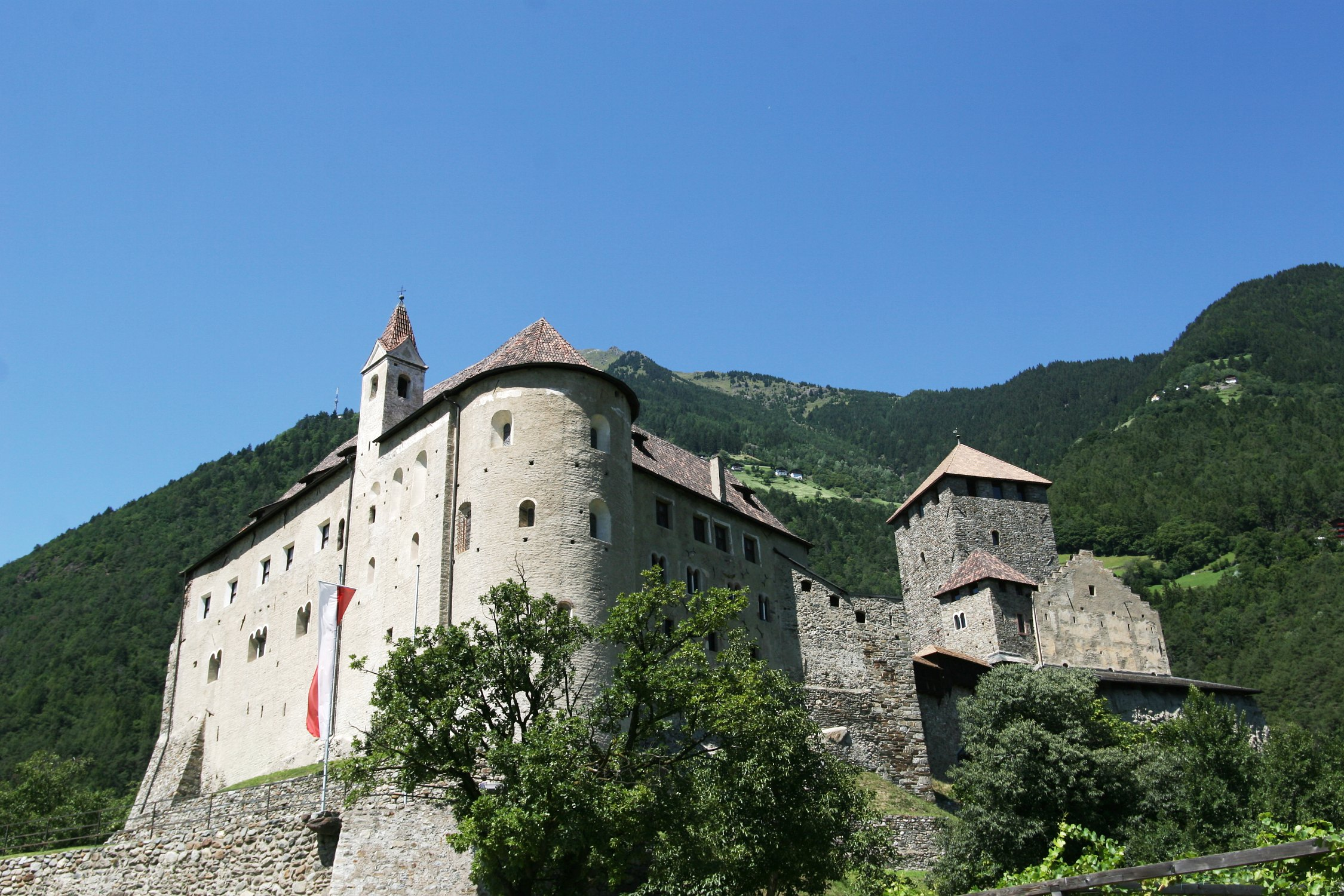
Vue du palais.
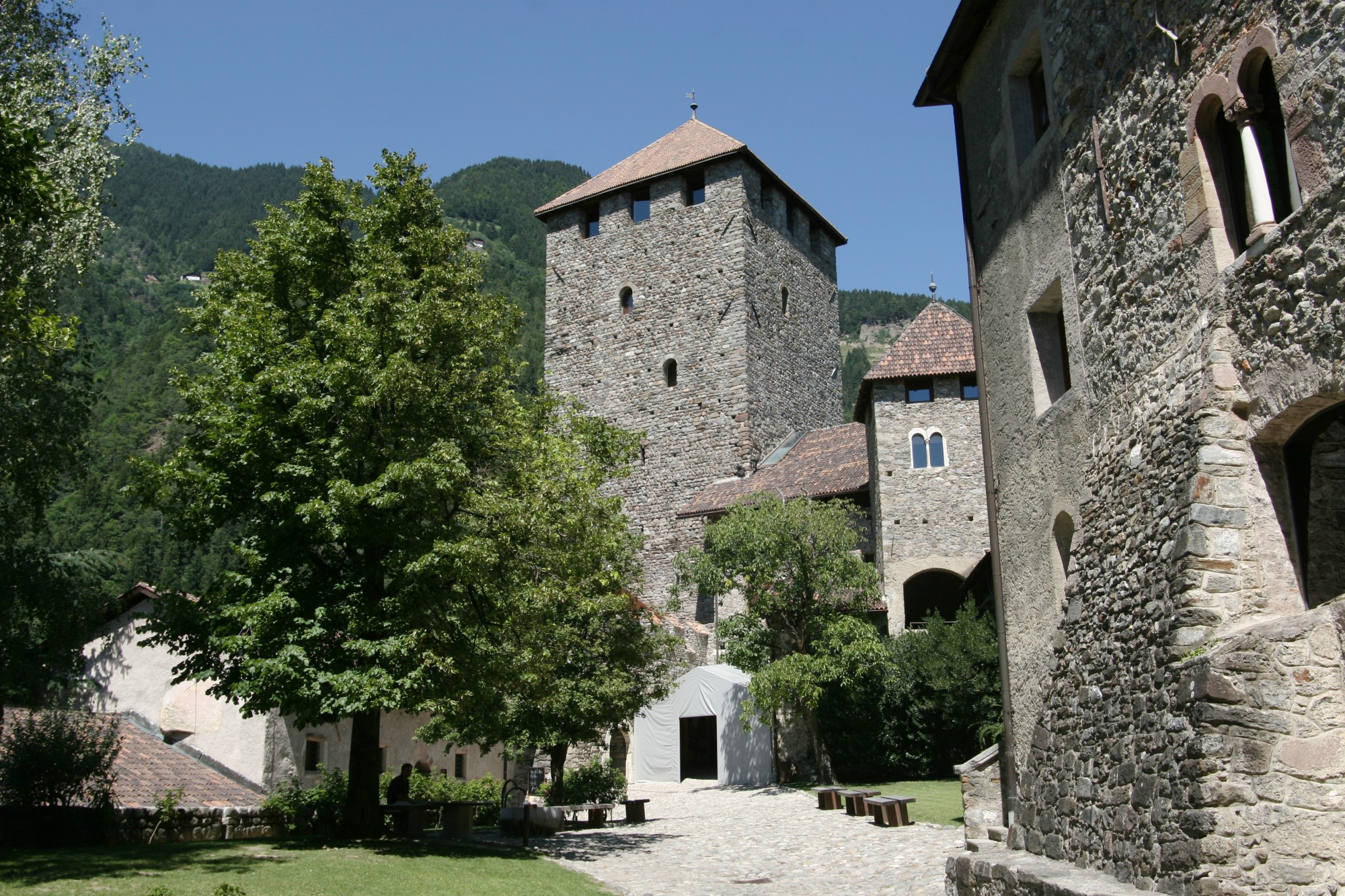
La cour.
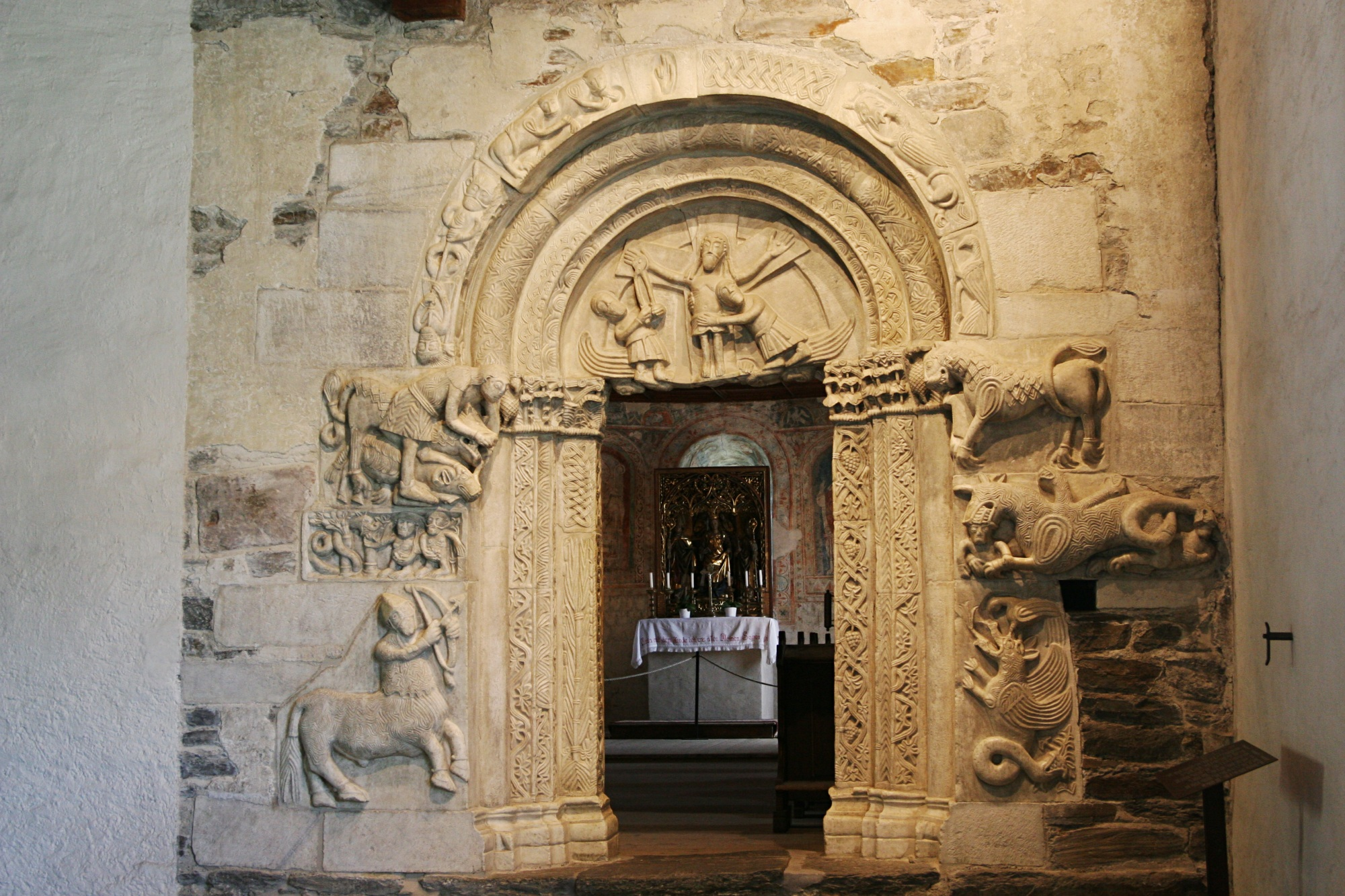
Le portail de la chapelle.
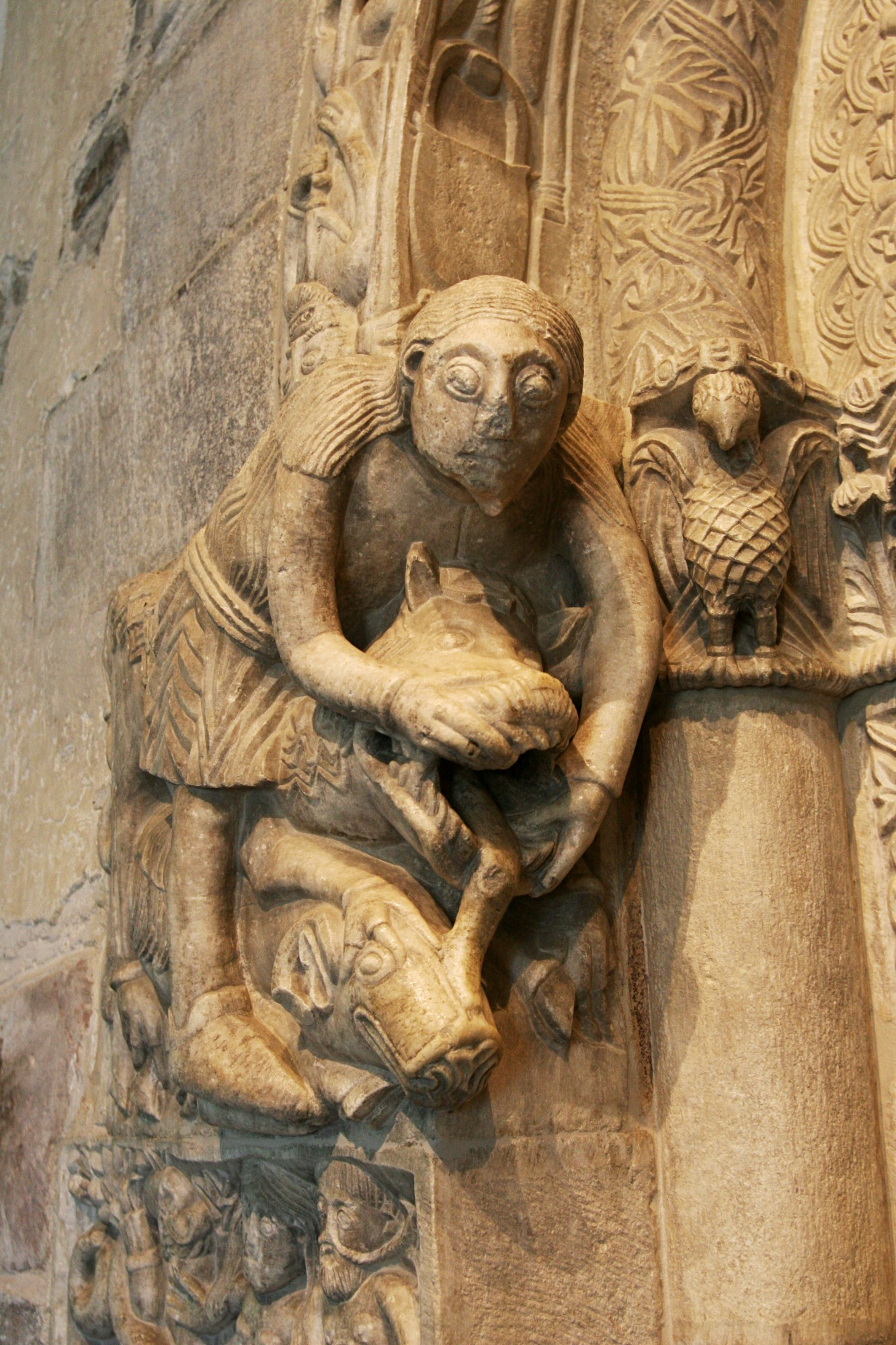
Détail du portail de la chapelle.